# Associazione delle Guide della Thailandia

L'Associazione delle Guide della Thailandia (thai: สมาคมผู้บำเพ็ญประโยชน์แห่งประเทศไทย ในพระบรมราชินูปถัมภ์) è l'associazione nazionale di guidismo del Regno di Thailandia, fondata nel 1957.  L'associazione è affiliata all'Associazione Mondiale Guide ed Esploratrici dal 1963 e, aperta solo ragazze, consta di 28,030 membri (stima del 2013).
| Suddivisione in branche | Suddivisione in branche | Suddivisione in branche | Suddivisione in branche |
| Nome branca             | Traduzione              | Fascia d'età            |                         |
| ----------------------- | ----------------------- | ----------------------- | ----------------------- |
| Littlebirds             | Uccellini               | 4-6                     |                         |
| Bluebirds               | Uccelli blu             | 7-11                    |                         |
| Guides                  | Guide                   | 12-15                   |                         |
| Senior Guides           | Guide anziane           | 16-20                   |                         |
|                         |                         |                         |                         |